# Тсумебіт
Тсумебіт — рідкісний фосфатний мінерал, названий у 1912 році на честь місця, де він був вперше знайдений — шахти Цумеб у Намібії, добре відомої колекціонерам мінералів завдяки широкому спектру знайдених там мінералів. Тсумебіт — сполука фосфату та сульфату свинцю та міді з гідроксильною групою з формулою Pb2Cu(PO4)(SO4)(OH). Існує схожий мінерал під назвою арсенато-тсумебіт, де фосфатна група PO4 заміщується арсенатною групою AsO4, з формулою Pb2Cu(AsO4)(SO4)(OH). Обидва мінерали належать до групи бракебушитів.

## Група бракебушиту
Мінерали групи бракебушиту мають загальну формулу A2B(H2O,OH)(TO4)2 і кристалізуються в моноклінній системі, просторова група P21/m. До групи входять:
- бракебушит
- арсенбракебушіт
- гамагарит
- гудкеніт
- беартит
- тсумебіт
- арсенато-тсумебіт
- вокеленіт
- форнацит
- молібдофорнацит

## Структура
Структура мінералів групи бракебушиту складається з октаедрів B-(O, OH)6, двох нееквівалентних тетраедрів TO4, TO4(1) і TO4(2), і двох різних неправильних багатогранників великих катіонів. B і T представляють різні елементи в різних членах групи. Ланцюги, утворені октаедрами B, з'єднуються через атоми кисню тетраедрів TO4(2), тоді як великі катіонні поліедри утворюють подвійні ланцюги, паралельні осі кристала b через спільні грані з тетраедрами TO4(1). В результаті виходить щільна тривимірна структура. У тсумебіті іони міді займають B-центри, а фосфор і сірка займають T-центри. Свинець є великим катіоном.

## Елементарна комірка
Тсумебіт належить до класу моноклінних кристалів 2/m і, таким чином, має одну подвійну вісь симетрії, перпендикулярну до дзеркальної площини. Просторова група P21/m, отже, кристалічна решітка є примітивною, зі структурними елементами лише у вершинах елементарної комірки. Ці структурні елементи складаються з двох формульних одиниць (Z = 2).Параметри елементарної комірки: a = 8,69 Å, b = 5,78 Å, c = 7,86 Å, β = 111,87° або a = 8,70 Å, b = 5,80 Å, c = 7,85 Å, β = 111,5°.

## Оптичні властивості
Тсумебіт має смарагдово-зелений колір, прозорий і зелений у прохідному світлі, із зеленою смугою та блиском від алмазного до скляного. Він є двовісним (+) з показниками заломлення Nx = 1,885 до 1,900, Ny = 1,920 і Nz = 1,942 до 1,956. Слабко плеохроїчний; за осями: X = Y = від дуже блідо-блакитного до безбарвного та Z = зеленувато-синій (колір яйця малинівки).

## Фізичні властивості
Мінерал зазвичай зустрічається у вигляді кірки кристалів, що зрослися на матриці. Розщеплення відсутнє, але двійникування майже універсальне, і двійники можуть бути множинними, із зубчастими входами. Крихкий, з нерівним зламом, твердість 3+1⁄2 і питома вага 6,13. Добре розчинний у соляній кислоті HCl і повільно розчинний у азотній кислоті HNO3. Не радіоактивний.

## Знаходження
Тсумебіт є рідкісним вторинним мінералом в окисленій зоні деяких свинцево-мідних родовищ, що містять арсен, разом із іншими свинцевими фосфатами та сульфатами. Супутні мінерали включають азурит, смітсоніт, малахіт, церусит, міметезит, вульфеніт і олівеніт. Типове місце розташування — шахта Цумеб, Намібія. У Довіднику з мінералогії зазначено, що типовий матеріал було знищено під час бомбардування, але не вказано, коли і де.
Тсумебіт зустрічається в Моренсі, штат Арізона, переважно у вигляді подвійних кристалів, пов'язаних з вульфенітом, олівенітом і гіалітовим різновидом опалу. У Брокен-Гілл, Новий Південний Уельс, Австралія, тсумебіт був знайдений у вигляді блискучих блідо-блакитних до блакитно-зелених кристалів. Зазвичай він проявляється разом з жовтими кірками коркіт-хінсдаліту, безбарвними або білими голками піроморфіту та бризками блідо-сірувато-зеленого цинкового лібетеніту. Рідше зустрічається з шольцитом і торбернітом.